# Клокова-Лапина, Мария Петровна
 Мария Петровна Клокова-Лапина  (18 августа 1884, Нижний Новгород — декабрь 1943, Горький) — детская поэтесса, писательница, автор стихотворения «Веселые гуси», положенного на музыку Михаилом Красевым («Жили у бабуси два весёлых гуся…»).

## Биография
Мария Петровна Клокова-Лапина родилась 18 августа 1884 года в Нижнем Новгороде в семье учителя Петра Ивановича Клокова. Её девичья фамилия — Клокова, по мужу — Лапина.
Писать стихи и публиковаться начала в сотрудничестве с журналом «Семья и школа». На его страницах были опубликованы её первые стихи о природе — возвращении весны, жизни леса и др.
Ее перу принадлежат несколько детских книг. В них поэтесса знакомит детей с родной природой, трудом сельских жителей, повадками диких животных, с цветами и домашними животными.
После Октябрьской революции писала стихи и прозу о современной ей жизни, о городе, о детях и подростках. В 1920-е годы ее произведения печатались в детских журналах «Искорка», «Дружные ребята». В этот же период её произведения выходили отдельными изданиями в частных и государственных издательствах. Среди её изданных книг — «Бубенцы» (М., 1924), «Игрушки и забавы» (М.: Изд-во Г. Ф. Мириманова, 1928); «В лесу» (М., 1928), «Лес и поле» (М.: Изд-во Г. Ф. Мириманова, 1928) и др.
Стихотворение поэтессы «Дед Мороз» в 1941 году вошло в сборник «Елка». Из прозаических произведений известна книга «В 21 миле от Южного полюса: Путешествие Шекльтона», которая впервые увидела свет в Москве в 1911 году как издание редакции журнала «Семья и школа», а затем вышла 2-м изданием в 1924 году в серии «Библиотека путешествий».
По сей день пользуется широкой популярностью стихотворение Марии Петровны Клоковой-Лапиной «Веселые гуси» (написано предположительно не позднее 1927 года, опубликовано в 1938-м в журнале «Мурзилка» №10, более ранних публикаций пока не выявлено), которое легло в основу популярной детской песни («Жили у бабуси два весёлых гуся…», муз. Михаила Красева). В 1970 году на студии Союзмультфильм режиссёр Леонид Носырев снял на ее сюжет короткометражный рисованный мультфильм «Два весёлых гуся», который был представлен зрителям в составе мультипликационного альманаха «Весёлая карусель» № 2.
Скончалась поэтесса в городе Горьком в 1943 году.

## Труды
- Клокова М. П. Чёрный Том. — М.: Изд-во Г. Ф. Мириманова, 1928[7].
- Клокова М. П. В 21 миле от Южного полюса : (Путешествие Шекльтона) / Под ред. и с предисл. проф. С. Г. Григорьева. — 3-е изд. — М. ; Л. : Гос. изд-во, 1926. — 80 с. : ил., карт.; 24 см. — (Библиотека путешествий).
- Тим и Том: Музыкальная игра для дошкольников / Слова М. Клоковой. Музыка М. Красева. Общ. ред. Н. Метлова. — М.: Музгиз, 1955.
- Подсолнушки /// «Рабочая газета», 1928.